# Ghassan Massoud
Ghassan Massoud (en árabe: غسّان مسعود; Damasco, Siria, 20 de septiembre de 1958) es un actor y cineasta sirio. Se le conoce en Occidente por encarnar al sultán Saladin en la película El Reino de los Cielos de Ridley Scott. Massoud también encarnó al Sheikh en el filme turco Kurtlar Vadisi Irak, y al corsario Ammand en Piratas del Caribe: en el fin del mundo.
Massoud rechazó un papel en la película Syriana de 2005, aduciendo que temía que dicha película fuera antiárabe. Igualmente expresó sus preocupaciones sobre la situación política en su país y en la región al rechazar ese papel. Más tarde declaró su arrepentimiento ante esta decisión después de ver la película completa. Massoud es conocido en Siria por aparecer en muchas películas filmadas en ese país, así como por escribir y dirigir la obra teatral Diplomasiyyoun, y fue parte del Ministerio Sirio de Cultura y Teatro durante 2002. Ha aparecido en la serie siria de televisión El Canto de la Lluvia, y en la producción Memorias de la próxima Era, de Haytham Hakky. También en el teatro sirio participó en la obra Miss Julie, de August Strindberg.

## Biografía
Massoud nació en Damasco. Está casado y tiene un hijo y una hija, y enseña arte dramático en la Escuela de Música y Arte Dramático de Damasco, y en el Instituto Superior de Arte Dramático de Damasco.